# Neolamprologus leleupi
Neolamprologus leleupi är en fiskart som först beskrevs av Poll, 1956.  Neolamprologus leleupi ingår i släktet Neolamprologus och familjen Cichlidae. IUCN kategoriserar arten globalt som livskraftig. Inga underarter finns listade i Catalogue of Life.